# Phobetinus
Phobetinus es un género de arañas araneomorfas de la familia Mimetidae. Se encuentra en el sur y Sudeste de Asia.

## Lista de especies
Según The World Spider Catalog 12.0:
- Phobetinus investis Simon, 1909
- Phobetinus sagittifer Simon, 1895